# Albert Claes-Thobois
Pour les articles homonymes, voir Claes.
Albert Claes-Thobois, connu aussi comme Albert Florian Claes, né à Ixelles le 18 juin 1883 et mort à Schaerbeek en 1945, est un peintre, graveur sur bois et dessinateur belge.
Son champ pictural, de facture impressionniste luministe, évoluant, après 1920, vers le cubisme et le modernisme russe, couvre les paysages, les vues de villes, les figures, les natures mortes et les fleurs. 
Quatre de ses œuvres sont conservées au Musées royaux des Beaux-Arts de Belgique à Bruxelles.

## Biographie

### Famille
Albert Claes, né à Ixelles le 18 juin 1883, est le fils de Jean Henri Claes (1853-1934), peintre décorateur, et de Clotilde Catherine Verhasselt (1855-1932), tous deux nés à Bruxelles, où ils se sont mariés le 5 février 1881,. Albert Claes épouse à Bruxelles le 30 janvier 1906 Sophie Charlotte Eulalie Thobois (née à Louvain le 30 avril 1877), professeur de musique. Le couple n'a pas d'enfants. Albert Claes est désormais connu sous le patronyme de « Claes-Thobois ». Parmi les témoins de leur mariage, figurent le sculpteur Armand Bonnetain et le peintre Paul Verdussen.

### Formation
Albert Claes est étudiant à l'Académie royale des beaux-arts de Bruxelles de 1896 à 1897 et de 1901 à 1903. Il bénéficie de l'enseignement de Constant Montald et Herman Richir.

### Carrière
Au Salon de Bruxelles de 1914, il envoie Le Dévidoir. Dans l'entre-deux-guerres, il expose à Bruxelles et à la XIIIe Biennale de Venise en 1922.
Albert Claes-Thobois utilise, après 1928, le nom de « Albert Florian Claes ». Sa carrière n'est plus documentée après 1932, et il meurt à Schaerbeek en 1945.

## Œuvre
Son champ pictural couvre les paysages, les vues de villes, les figures, les natures mortes et les fleurs. Il est également aquarelliste et graveur sur bois. Sa facture impressionniste luministe, évolue après 1920, vers le cubisme et le modernisme russe, recherchant une forme plastique synthétique. 
Lorsqu'il expose en 1922 à la galerie du Centaure à Bruxelles, le critique d'art Charles Conrardy écrit : « [il] expose un très curieux ensemble d'œuvres nouvelles : des huiles, des aquarelles, des dessins rehaussés, des dessins. M. Claes-Thobois donne la synthèse des choses, le résumé de sa vision. Il réussit les natures mortes, les fleurs dans lesquelles l'inévitable tournesol, la fleur préférée de l'école moderne, est traitée avec verve et bonheur […] Mais l'artiste sait aussi faire les portraits. Croquis très vivant de son ami le pêcheur, belle vision d'un fumeur habillé de bleu contre une tenture verte. »
Albert Claes illustre Les Heures d'après-midi du poète Émile Verhaeren, lors de l'édition de 1923 du recueil.

### Expositions
- Salon de Bruxelles de 1914 : Le Dévidoir[5].
- Exposition d'art belge à la galerie Georges Petit à Paris en mai 1916.
- Exposition d'art belge à Madrid en décembre 1916 : Femme dans un intérieur[9].
- Exposition des Floralies picturales rue des Petits Carmes à Bruxelles en mai 1920 : Œillets[10].
- Exposition de l'Esthétique nouvelle à la Galerie Georges Giroux en janvier 1921 : une nature morte[11].
- Exposition biennale de Venise de 1922 : Arabesques et Coupe de fruits (aquarelles)[6].
- Exposition à la galerie du Centaure à Bruxelles en décembre 1922 : Pétunias à fond jaune, Fruits et champignons, Les Pigeons sur les toits,…[8].
- Exposition du Salon de la Lanterne sourde au palais d'Egmont en décembre 1923 : des fleurs[12].
- Exposition du Centre d'art d'Uccle au château de Wolvendael en juin 1924 : deux vues d'Uccle[13].
- Exposition au Cercle artistique de Bruxelles en mars 1925[14].
- Exposition à la galerie Manteau, Porte Louise à Bruxelles en janvier 1926[15].

### Collection muséale
- Musées royaux des Beaux-Arts de Belgique (Bruxelles)[7] : 
  - Arums (1925), encre de Chine au pinceau sur papier, inventaire no 9548, format 64 × 48 cm, don de Mme Vander Veken, Bruxelles, 1981 ;
  - L'Église du Sablon vue du toit du Musée d'art moderne (1930), huile sur toile, inventaire no 9490, format 64 × 80 cm, don de Mme Vander Veken, Bruxelles, 1981 ;
  - Paysage (1925), fusain, encre de Chine sur papier, inventaire no 9549, format 68,7 × 61,5 cm, don de Mme Vander Veken, Bruxelles, 1981 ;
  - Square Ambiorix au jet d'eau (1929), huile sur toile, inventaire no 9489, format 54,5 × 67,5 cm, don de Mme B. Vander Veken, Bruxelles, 1981.